# Туба (приток Енисея)
Туба́ — река в Красноярском крае России, образована слиянием рек Казыра и Амыла и является правым притоком Енисея.
Длина — 119 км, от истока Казыра — 507 км. Протекает у отрогов Восточного Саяна по Минусинской котловине, разбиваясь на рукава. Площадь бассейна — 36,9 тыс. км².
Питание преимущественно снеговое. Средний расход — 771 м³/с. В бассейне реки более 1 тыс. озёр суммарной площадью около 91 км². Впадает в Красноярское водохранилище, разливаясь при впадении настолько, что устье Тубы фактически является частью водохранилища.
Ледостав с конца октября — начала декабря по апрель — начало мая.
Река судоходна в половодье на 99 км от устья. Является сплавной.
Притоки: Инза, Тесь, Шушь, Жерлык (Мокрый Жерлык), Черемшанка, Амыл, Казыр (Боло).
Через Тубу построено два автомобильных и один железнодорожный мост.

## Гидрология
| Средний расход воды (м³/с) реки Туба по месяцам с 1911 по 1999 гг. (замеры производились на гидрологическом посту в районе посёлка Бугуртак в 94 км от устья) |